# Frederik Willem Westerouen van Meeteren
Frederik Willem Westerouen van Meeteren (1851-1904) was een Nederlands ingenieur en liberaal. Westerouen van Meeteren was de auteur van het eerste Nederlandse standaardwerk over arbeidsveiligheid en gezondheid.
- Biografisch Portaal: 81830451
- International Standard Name Identifier: 0000 0003 5825 0283
- Nederlandse Thesaurus van Auteursnamen: 07467580X
- Istituto Centrale per il Catalogo Unico: CUBV163073
- Système universitaire de documentation: 128964499
- Virtual International Authority File: 203329215